# Ed Carmichael
Ed Carmichael (n. 2 ianuarie 1907, Los Angeles, California, SUA – d. 3 septembrie 1960, Los Angeles, California, SUA) a fost un gimnast artistic ce a reprezentat Statele Unite ale Americii, medaliat olimpic. A participat la o ediție a Jocurilor Olimpice (1932) în care a câștigat o medalie de bronz.

## Participări
Lista de mai jos prezintă principalele competiții la care a participat Ed Carmichael de-a lungul carierei.
- gymnastics at the 1932 Summer Olympics – men's vault[*]